# Şemsettin Günaltay
Mehmet Şemsettin Günaltay (n. Kemaliye, Erzincan, 1883 - Estambul, 19 de octubre de 1961) fue un historiador y político turco que fungió como Primer ministro de Turquía entre enero de 1949 y mayo de 1950. Fue el primer jefe de Gobierno turco en entregar el poder a un sucesor de distinto partido democráticamente electo, tras las primeras elecciones libres y democráticas del país. Si bien el país ya era un estado multipartidista desde 1945, se considera que Günaltay fue el último Primer ministro del período unipartidista de Turquía.
Antes de ser Primer ministro, Günaltay fue miembro del Parlamento del Imperio Otomano entre 1915 y 1923, y luego diputado de la Gran Asamblea Nacional de Turquía por la provincia de Sivas, siendo miembro del Partido Republicano del Pueblo. Fue reelecto repetidas veces durante veintisiete años. El 16 de enero de 1949, durante el último gobierno del CHP, el presidente İsmet İnönü designó a Günaltay Primer ministro y le encargó formar gobierno. Su gobierno duraría poco más de un año hasta las elecciones de 1950, en las que el Partido Demócrata obtendría una victoria histórica y arrebataría toda su hegemonía al CHP. Günaltay entregó el cargo el 22 de mayo de 1950.
Entre 1950 y 1954 volvió a ser elegido diputado y representó a la provincia de Erzincan. Finalmente, murió el 19 de octubre de 1961 en Estambul debido a un cáncer de próstata, poco después de ser elegido al Senado para representar a la provincia de Estambul (pero antes de que él pudiera tomar su asiento). Fue puesto a descansar junto a la tumba de su hija en Ankara de acuerdo con su voluntad. Günaltay fue también el jefe de la Sociedad Histórica Turca desde 1941 hasta su muerte.
| Predecesor: Hasan Saka | Primer ministro de Turquía 1949 - 1950 | Sucesor: Adnan Menderes |